# William Bøving
William Bøving Wick (Charlottenlund, Copenhague, Dinamarca, 1 de marzo de 2003) es un futbolista danés que juega de delantero en el SK Sturm Graz de la Bundesliga austríaca.

## Trayectoria
Ingresó en la cantera del F. C. Copenhague, Kjøbenhavns Boldklub (KB), a la edad de 10 años, tras haber jugado anteriormente en el Hellerup IK. Como juvenil, participó en la concentración invernal del primer equipo durante la temporada 2019-20, siendo titular en todos los partidos amistosos. Recibió su primera convocatoria con la selección absoluta para un partido de la Superliga de Dinamarca contra el Silkeborg IF el 23 de febrero de 2020, pero no apareció.
Debutó oficialmente el 4 de marzo de 2020, en un partido de la Copa de Dinamarca contra el Aalborg Boldspilklub, entrando en sustitución de Michael Santos en los últimos cinco minutos. Ese mismo año, el 10 de agosto de 2020, participó en la derrota por 1-0 del Copenhague ante el Manchester United F. C. en los cuartos de final de la Liga Europa de la UEFA.
Debutó en la Superliga el 3 de febrero de 2021, como suplente en el minuto 85 del partido contra el AaB. Tras progresar en la cantera del club, fue ascendido oficialmente al primer equipo en el verano de 2021, tras una ampliación de contrato el 21 de mayo de 2021 que le vinculaba al club hasta 2025. Durante su estancia en el Copenhague, disputó 44 partidos oficiales, 12 de ellos en competiciones europeas, y marcó cinco goles.
El 30 de agosto de 2022 firmó un contrato de cuatro años con el SK Sturm Graz. Debutó con Die Schwoazn el 3 de septiembre, como titular, en el empate a cero en casa contra el TSV Hartberg. Fue noticia en octubre de 2022 durante un partido de la Liga Europa de la UEFA contra la S. S. Lazio, al marcar los dos goles del empate a 2-2.

## Estadísticas

### Clubes
Actualizado al último partido disputado el 24 de mayo de 2025.
| Club                       | Div.          | Temporada     | Liga  | Liga  | Liga   | Copas nacionales | Copas nacionales | Copas nacionales | Copas internacionales | Copas internacionales | Copas internacionales | Total | Total | Total  |
| Club                       | Div.          | Temporada     | Part. | Goles | Asist. | Part.            | Goles            | Asist.           | Part.                 | Goles                 | Asist.                | Part. | Goles | Asist. |
| -------------------------- | ------------- | ------------- | ----- | ----- | ------ | ---------------- | ---------------- | ---------------- | --------------------- | --------------------- | --------------------- | ----- | ----- | ------ |
| F. C. Copenhague Dinamarca | 1.ª           | 2019-20       | 0     | 0     | 0      | 1                | 0                | 0                | 1                     | 0                     | 0                     | 2     | 0     | 0      |
| F. C. Copenhague Dinamarca | 1.ª           | 2020-21       | 1     | 0     | 0      | —                | —                | —                | —                     | —                     | —                     | 1     | 0     | 0      |
| F. C. Copenhague Dinamarca | 1.ª           | 2021-22       | 26    | 2     | 3      | 1                | 0                | 0                | 10                    | 3                     | 1                     | 37    | 5     | 4      |
| F. C. Copenhague Dinamarca | 1.ª           | 2022-23       | 3     | 0     | 0      | —                | —                | —                | 1                     | 0                     | 0                     | 4     | 0     | 0      |
| F. C. Copenhague Dinamarca | Total club    | Total club    | 30    | 2     | 3      | 2                | 0                | 0                | 12                    | 3                     | 1                     | 44    | 5     | 4      |
| SK Sturm Graz · Austria    | 1.ª           | 2022-23       | 17    | 1     | 1      | 1                | 0                | 0                | 6                     | 2                     | 0                     | 24    | 3     | 1      |
| SK Sturm Graz · Austria    | 1.ª           | 2023-24       | 28    | 2     | 5      | 5                | 2                | 0                | 12                    | 3                     | 1                     | 45    | 7     | 6      |
| SK Sturm Graz · Austria    | 1.ª           | 2024-25       | 30    | 11    | 5      | 4                | 0                | 0                | 8                     | 0                     | 1                     | 42    | 11    | 6      |
| SK Sturm Graz · Austria    | Total club    | Total club    | 75    | 14    | 11     | 10               | 2                | 0                | 26                    | 5                     | 2                     | 111   | 21    | 13     |
| Total carrera              | Total carrera | Total carrera | 105   | 16    | 14     | 12               | 2                | 0                | 38                    | 8                     | 3                     | 155   | 26    | 17     |

## Palmarés

### Títulos nacionales
| Título                 | Club             | País      | Año  |
| ---------------------- | ---------------- | --------- | ---- |
| Superliga de Dinamarca | F. C. Copenhague | Dinamarca | 2022 |
| Copa de Austria        | SK Sturm Graz    | Austria   | 2023 |
| Copa de Austria        | SK Sturm Graz    | Austria   | 2024 |
| Bundesliga             | SK Sturm Graz    | Austria   | 2024 |
| Bundesliga             | SK Sturm Graz    | Austria   | 2025 |